# Euclinia squamifera
Euclinia squamifera är en måreväxtart som först beskrevs av Ronald D'Oyley Good, och fick sitt nu gällande namn av Ronald William John Keay. Euclinia squamifera ingår i släktet Euclinia och familjen måreväxter. Inga underarter finns listade i Catalogue of Life.